# Kafr ad-Dik
Kafr ad-Dik (arab. كفر الديك) – wieś w Autonomii Palestyńskiej (północny Zachodni Brzeg, muhafaza Salfit). Według danych szacunkowych na rok 2012 liczy 4875 mieszkańców.